# Стогодишна война
Стогодишна война (на френски: Guerre de Cent Ans; на английски: Hundred Years' War) е името на поредица от въоръжени конфликти между Англия и нейните съюзници от една страна, и Франция и нейните съюзници от друга страна, която продължава от 1337 до 1453 г. Военните действия се водят най-вече на територията на Франция и в някои отношения конфликтът прилича на френска гражданска война, като според Фернан Бродел „Англия действа като провинция (или група провинции) в рамките на Англо-френската уния“.
Сред причините за значимостта на Стогодишната война са:
- въвеждането на нови оръжия и тактики, които подкопават старата система на феодални армии, опиращи се на тежката кавалерия;
- образуването на първите редовни армии в Западна Европа от времето на Западната Римска империя;
- промяна в ролите на аристокрацията и селяните и важни стъпки във формирането на новите национални монархии.

## Причини и повод

### Корени на конфликта
Корените на Стогодишната война могат да бъдат проследени четири века преди нейното начало, когато франкският владетел Шарл III дава разрешение на викингите на Роло да се заселят в част от държавата му, по-късно станала известна като Нормандия (911 г.). През 1066 г. викингите, наричани нормани, водени от Уилям Завоевателя, нападат остров Великобритания, побеждават англо-саксонците и създават нова Норманска династия на владетелите на кралство Англия.
През следващия век и половина англо-норманите управляват както Нормандия, така и Англия, но през 1216 г. губят владенията си на континента. Английските благородници през 14 век са потомци на англо-норманите, все още говорят вариант на френския и помнят времената, когато дядовците им са владеели Нормандия. Те така и не се отказват от мечтата да си върнат своята родина, която освен това е и икономически активна област.

### Навечерието на войната
Конкретните събития, довели до военния конфликт в началото на 14 век, започват във Франция, където Капетингите управляват повече от 320 години, като мъжки наследници един след друг наследяват трона без прекъсване. През 1314 крал Филип IV Хубави умира, оставяйки трима синове. Най-големият, Луи X, умира през 1316, оставяйки само един посмъртно роден син, Жан I, който умира на няколко дни. Единствената му дъщеря Жана през 1329 става кралица на Навара.
За да затвърди правата си върху трона, вторият син на Филип IV, Филип V създава прецедент с т.нар. салически закони за наследяване само от мъжките наследници. След неговата смърт през 1322 дъщерите му са отстранени от наследяването без спорове в полза на третия брат Шарл IV.
През 1324 г. Шарл IV и английският крал Едуард II водят кратката Сенсардоска война в Гаскония, която е неуспешна за англичаните. Те успяват да запазят само град Бордо и тясна крайбрежна ивица. Възвръщането на тези изгубени земи се превръща в основен въпрос на английската политика. Вследствие на войната нараства враждебността към Едуард II сред английските лордове от Аквитания. Те се обединяват около Роджър Мортимър, който по-късно напада Англия и детронира Едуард II.
Най-малкият син на Филип IV, Шарл IV, крал на Франция и Навара, умира през 1328 г., оставяйки само дъщери, една от които се ражда след смъртта му. Главната линия на Капетингската династия е прекъсната, което създава криза с наследяването на френския трон.
Междувременно сестрата на Шарл IV, Изабел, вдовица на Едуард II, практически управлява Англия от името на малолетния си син Едуард III. Младият Едуард III, племенник на Шарл, е неговият най-близък родственик от мъжки пол и единственият жив мъжки потомък на Филип IV. Според английската интерпретация на феодалния закон това го прави наследник на трона на Франция.
Но френските благородници не желаят чужденец на трона, особено краля на Англия. Те обявяват, че наследяването на короната може да преминава само по непрекъсната мъжка линия, но не и през дъщерята на краля (Изабел) към нейния син (Едуард). След 1356 този принцип става известен като „салически закон“. Според французите наследник на престола трябва да бъде Филип дьо Валоа, син на по-малкия брат на Филип IV, Шарл дьо Валоа. И Едуард, и Филип разполагат с добри юридически аргументи, както и със силата да ги подкрепят.
Ако се изключат съмненията, че Луи X не е истинският ѝ баща, Жана Наварска също има юридически аргументи, за да претендира за френския трон, но не разполага с достатъчен потенциал, за да го направи.
Тъй като английският крал контролира Гаскония като васал на Франция, Филип VI Валоа настоява Едуард да положи клетва пред него. С това той би се отказал от претенциите си за френския трон. За да го направи, Едуард иска да получи завзетите от Шарл IV територии в Аквитания. Преговорите между двете страни продължават няколко години, докато през 1331 Едуард, изправен през вътрешни проблеми, приема Филип за крал на Франция и се отказва от своите претенции, в замяна на което запазва остатъците от владенията си в Гаскония.
През 1332 г. Жана Наварска ражда син, бъдещия Шарл II Наварски. Така Едуард III вече не е наследник на френската корона дори при наследяване по прекъсната мъжка линия.

### Обявяване на войната
През 1333 г. Едуард III започва Втората война за независимост на Шотландия срещу шотландския крал Дейвид II, съюзник на Франция. Филип вижда в това възможност да си върне Гаскония, докато вниманието на англичаните е концентрирано на север, но войната се оказва лесен успех за Англия. Дейвид е принуден да избяга във Франция след поражението си в битката при Халидон Хил през юли 1333 г.
През 1336 г. Филип планира експедиция, която да върне Дейвид на шотландския трон, като в същото време присъедини Гаскония. Открити сблъсъци започват, когато френски кораби нападат селища по крайбрежието на Ла Манша, а през 1337 Филип предявява претенции към Гаскония, позовавайки се на феодалния закон и твърдейки, че Едуард е нарушил клетвата си, като не се е грижил за нуждите и исканията на своя сюзерен. В отговор Едуард заявява, че той е законният наследник на френския трон и в деня на Вси светии през 1337 Хенри Бъргхерш, епископ на Линкълн, пристига в Париж и обявява война от името на Англия.

## Ход на войната
Стогодишната война може условно да бъде разделена на четири периода:
- период на английски успехи при Едуард III от 1337 до 1360 г.
- период, в който французите почти успяват да отблъснат англичаните от континента, от 1360 до 1400 г.
- период от 1400 до 1429 г., отбелязан с големи английски победи при Хенри V
- финална фаза от 1429 до 1453 г., в която Франция е обединена от династията Валоа

### Успехи на Англия при Едуард III (1337 – 1360)
В началото на Стогодишната война Франция има население от 14 милиона души и се смята, че разполага с най-добрата армия в Европа. Населението на Англия е едва 2 милиона души.
В първите години на войната Едуард III сключва съюз с аристокрацията на Нидерландия и гражданите на Фландрия, но след две не особено успешни кампании съюзът се разпада през 1340 г. Изплащането на субсидии на германските принцове и разходите по издържане на армия в чужбина довеждат английското правителство до банкрут и силно уронват престижа на Едуард III.
По море за известно време французите имат превъзходство и дори разграбват няколко града по английското крайбрежие. През 1340 г. англичаните печелят морската битка при Сльойс, на устието на река Шелда във Фландрия, унищожават френския флот и установяват контрол над Ламанша до края на войната. Въпреки това финансовите проблеми не им позволяват да организират широко настъпление на континента.
През 1341 г. конфликтът между знатните родове на херцогство Бретан дава началото на Войната за бретанското наследство, в която Едуард подкрепя Жан дьо Монфор, а Филип – Шарл дьо Блоа. Усилията през следващите няколко години се съсредоточават около борбата в Бретан, като град Ван на няколко пъти преминава от едни ръце в други. И двете страни опитват да проведат допълнителни кампании в Гаскония, които имат променлив успех.
През юли 1346 г., Едуард нахлува с голяма войска през Ламанша, стъпвайки на френска земя в Котантен. Английската армия превзема Кан само за един ден, изненадвайки французите, които очакват градът да издържи на продължителна обсада. Филип също събира голяма войска, за да се противопостави на Едуард, който избира да се отправи на север към Нидерландия, като опустошава всичко по пътя си, вместо да завладее и задържи френски земи. Осъзнавайки обаче, че не може да избяга от французите с маневри, Едуард разполага силите си за битка на позиции, които армията на Филип веднага атакува. Известната битка при Креси е първата голяма битка по суша във войната и се оказва пълна катастрофа за френската войска, до голяма степен благодарение на английските стрелци (които използват английски дълъг лък) и на френския крал, който позволява на армията си да нападне, преди да е подготвена за атака. В сражението загива френският съюзник Ян Слепи, крал на Бохемия.
Едуард продължава на север, без да срещне съпротива, и обсажда Калѐ на Ламанша, който завладява през 1347 г. Градът се превръща във важна стратегическа придобивка за англичаните, като им позволява да поддържат постоянно войски във Франция на сигурно място. През същата година английската победа срещу Шотландия в битката при Невил Крос довежда до залавянето на крал Дейвид II и значително намалява заплахата от Шотландия.
В периода 1346 – 1351 г. чумна пандемия (известна като „Черната смърт“) опустошава Европа, при което загиват стотици пъти повече души отколкото във войната, и оказва влияние върху военните действия. Един от най-забележителните епизоди от този период е Боят на тридесетте – схватка между тридесет английски рицари и скуайъри и тридесет френски рицари и оръженосци, която се състои на 26 март 1351 г.
На континента Англия получава подкрепата на Фландрия и си осигурява неутралитета на германския император. Англичаните се впускат в грабителски походи, чиято цел е да сринат морала и бойния дух на френската страна. Наричат ги chevauchées. Няколко такива похода (от 1355, 1359 и 1373 г.) стават особено известни. През 1356 г., след затихването на чумата и след като Англия успява да се възстанови финансово, англичаните, водени от престолонаследника и Уелски принц Едуард, известен като Черния принц, отново нахлуват във Франция през Гаскония. Те разгромяват французите в битката при Поатие, повтаряйки тактиката от Кресѝ. Новият френски крал Жан II Добрия е пленен и отведен в Лондон. Там той подписва примирие с Едуард, но в негово отсъствие управлението на Франция започва да се разпада. По-късно през същата година е подписан вторият договор в Лондон (виж Лондонски договори, 1358 – 1359), с който Англия придобива владение над Аквитания (като пълен суверенитет, не вече като феодално владение с френския крал за сюзерен), а Жан е освободен.
Френските земи изпадат в пълен хаос. Когато военните действия затихват, започват да се ширят разбойнически действия на професионални войници. През 1358 г. селяните се вдигат на бунт, който прераства в селско въстание – т.нар. Жакерия. Едуард нахлува в страната за трети и последен път, с надеждата да се възползва от въстанието и да заеме френския трон, но въпреки че френската армия не се изправя срещу него в битка, той не успява да завладее Париж и Реймс от дофина на Франция (по-късно коронован като Шарл V). През 1360 г. Едуард подписва договора от Бретини, с който приключват военните действия. Англичаните излизат от този период на войната с големи териториални придобивки – половината от Бретан, Аквитания (около една четвърт от Франция), Кале, малкото графство Понтю, и привличат около половината от васалите на Франция за съюзници, което очертава ясно предимството на единната Англия срещу васално разединената Франция.

#### Първи мирен период (1360 – 1369)
Когато синът на Жан Луи I, херцог на Анжу, който е изпратен като заложник при англичаните от името на френския крал, успява да избяга през 1362 г., самият Жан II рицарски се завръща като пленник в Англия. Той умира в почетен плен през 1364 г. и е наследен като крал на Франция от Шарл V.
С договора от Бретини Едуард се е отказал от претенциите си към френската корона. В същото време той значително е разширил територията на Англия в Аквитания и е потвърдил завладяването на Калѐ. В ратифицираната версия на договора (т.нар. договор от Калѐ) обаче има една малка разлика – размяната на отказите от претенции към короните трябва да се извърши след териториалните изменения, а не веднага, както е записано в договора от Бретини.
Поради започналите набези на наварците във Франция Едуард III иска отлагане, планирайки да изчака и да получи повече територии от френския крал, като използва трудната ситуация, в която се намират французите. След френската победа в битката при Кошрел през 1364 година Шарл V сключва мир с кралство Навара. По това време Едуард III „забравя“ за официалната размяна на откази. Все пак двамата монарси де факто спазват договора – Едуард III е спрял военните действия срещу Франция, а френският крал повече не изпраща шпиони в Аквитания.
Уелският принц, вече и принц на Аквитания, облага поданиците си с допълнителни данъци, за да си осигури средства за война в Кастилия. Броженията срещу данъците не започват от териториите, които са присъединени от френската корона, а от английска Гаскония. Преди загубата на френския суверенитет гасконските благородници са контролирани от херцога си само отдалеч, но със загубата на върховната власт на краля на Франция, англичаните налагат по-строг контрол върху тях. Граф Арманяк протестира срещу васалитета си пред своя сюзерен, краля на Англия, но още преди да е пристигнал отговорът от Лондон, графът моли за намесата на французите.
Отначало Шарл V изпитва несигурност как да приеме молбата. Ако приеме, това би било равносилно на нарушаване на договора. Той се допитва до съветниците си, които твърдят, че тъй като Едуард III не е изпратил отказа си от претенциите си към френския трон, Аквитания все още е под френска власт и Шарл V има законно основание да приеме молбата и да се намеси в Гаскония. През 1369 г. френският крал обявява война на Едуард под претекст, че не е спазил условията на договора от Бретини.

### Успехи на Франция при Шарл V (1369 – 1389)
По време на военните действия при управлението на Шарл V англичаните постепенно са изтласкани обратно. Макар че след битката при Оре от 1364 г. Войната за бретанското наследство приключва в полза на англичаните, херцозите на Бретан в крайна сметка проявяват лоялност към френския престол (бретанският пълководец Бертран дю Геклен дори се превръща в един от най-успешните френски военачалници и конетабъл на Франция по време на Стогодишната война). Това е времето и на други способни пълководци – Оливие дьо Клисон, Амори дьо Краон, Жан дьо Виен.
Почти веднага след това, през 1366 г., Черният принц се заема с война на Иберийския полуостров. Поради болест той е освободен от командването през 1371 г., а Едуард III е твърде възрастен, за да воюва. През 1370 г. Педро Кастилски, чиито дъщери Констанс и Изабела са омъжени за братята на Черния принц – Джон Гонт и Едмънт Лангли, първи херцог на Йорк (1341 – 1402), е свален от престола от Енрике ІІ, с подкрепата на Дю Геклен и французите. Между Кастилия и Франция от една страна, и Португалия и Англия от друга, избухва нова война.
Със смъртта на Джон Чандос, сенешал на Поату, на бойното поле и пленяването на Жан дьо Граи, каптал (феодална титла в Гаскония) на Бюш, англичаните са лишени от някои от най-добрите си пълководци във Франция. В поредица от внимателно планирани и проведени кампании на изтощение, избягвайки големите английски армии, Дю Геклен завладява много градове, включително Поатие през 1372 и Бержерак през 1377 г. През 1372 г. съюзният френско-кастилски флот удържа победа при Ла Рошел, унищожавайки английската ескадра. От своя страна англичаните отговарят с поредица от опустошителни набези – chevauchées.
След смъртта на Черния принц през 1376 г. и на Едуард III през 1377 г. на английския престол се възкачва непълнолетният син на принца – Ричард II. След това, със смъртта на Дю Геклен през 1380 г. и продължаващите стълкновения с шотландците на северните граници на Англия (например загубата в битката при Отърбърн), военните действия между страните постепенно заглъхват. Изтощението от войната и вътрешните проблеми на двете страни водят до сключване на примирието в Люлингем през 1389 г. То е удължавано много пъти преди отново да се стигне до открита война и се оказва най-дългият период на мир през Стогодишната война.

#### Втори мирен период (1389 – 1415)
По време на този период от конфликта Англия е ангажирана повече с вътрешни борби (въстанията в Ирландия и Уелс са придружени от две отделни граждански войни) и подновените гранични схватки с Шотландия отколкото с външна политика. Стремежите на ирландците за независимост и произтичащите неприятности за англичаните съпътстват по-голямата част от царуването на Ричард II, който не успява да ги разреши до загубата на трона и живота си от братовчед си Хенри, който му отнема властта през 1399 г. Макар че новият крал, коронован като Хенри IV, планира кампании във Франция, той не успява да ги приведе в действие по време на краткото си управление.
През 1400 г. в Уелс избухва бунтът на Оуайн Глиндур, който е потушен едва през 1415 г. и който в действителност довежда Уелс до състояние на полузависимост за няколко години. В Шотландия промяната на властта в Англия предизвика нова серия от гранични набези, на които англичаните отговарят с нашествие в шотландските земи през 1402 г. и поражението на шотландската армия в битката при Хомилдън Хил. Спорът за плячката от похода между краля и Хенри Пърси, граф на Нортъмбърланд, прераства в дълга и кървава борба между двамата за управлението на Северна Англия, която приключва с почти пълното унищожение на семейството на Пърси през 1408 г. През този период Англия се сблъсква с многократни набези от страна на френските и скандинавски пирати, които водят до голям спад на търговията и намаляват флота ѝ. Тези многобройни проблеми водят до постоянно отлагане на спора с Франция до 1415 г.
В същото време френският крал Шарл VI изпада в състояние на умопомрачение и във Франция също започва открит конфликт за властта – между братовчед му Жан Безстрашни и брат му Луи Орлеански. След убийството на Луи неговото място като опонент на Жан заема родът Арманяк. Към 1410 г. и двете страни се опитват да се домогнат до помощта на английските войски в гражданската война.

### Успехи на Англия при Хенри V (1415 – 1429)
Заключителната фаза на военните действия, водени на територията на Франция между 1415 и 1435 г., е най-известният период на Стогодишната война.
От изкачването си на трона през 1399 г. Хенри IV планира отново обявяването на война. Това се отдава едва на сина му Хенри V. През 1414 г. той отхвърля предложението на Арманяк за възстановяване на границите в Бретан в замяна на подкрепата му. Вместо това той иска връщане на териториалното статукво от времето на Хенри II. През август 1415 г. английският крал дебаркира с армията си край Арфльор и го превзема, макар че градът се съпротивлява по-дълго от очакваното, което води до това, че по времето, когато англичаните могат да продължат похода си, по-голямата част от подходящото време за кампанията е минало. Въпреки че е изкушен да потегли директно към Париж, Хенри избира да продължи експедицията си във Франция през окупирания от англичаните Калѐ. В кампания, напомняща на тази при Кресѝ, той се озовава без припаси и без възможност за маневриране срещу много по-голямата френска армия в битката при Азенкур, на север от Сома. Независимо от пречките победата на Хенри е пълна: френското поражение е катастрофално, съпроводено със загубата на много от водачите на Арманяк. Около 40% от френската аристокрация е унищожена при Азенкур.
Хенри завладява по-голямата част от Нормандия, включително Кан (през 1417 г.) и Руан (през 1419 г.). Английският крал сключва съюз с херцога на Бургундия – Филип, който е завладял Париж след убийството на Жан Безстрашни през 1419 г. За пет години Хенри подчинява половината Франция. През 1420 г. той преговаря с изпадналия в умопомрачение Шарл VI, с когото подписва договор в Троа, според който Хенри трябва да се ожени за дъщерята на френския крал, Катрин Валоа, и се провъзгласява за негов наследник, заобикаляйки по този начин законния наследник на френския престол – тогавашния дофин, който е обявен за нелегитимен (след сключването на договора от Троа, чак до 1801 г. кралете на Англия носят символично и титлата „крале на Франция“). На следващата година Хенри влиза в Париж, където договорът е официално потвърден от Генералните щати.
Успехите на Хенри завършват с пристигането във Франция на шестхилядна шотландска армия. През 1421 г. Джон Стюарт, ърл на Бюкън, побеждава числено превъзхождащите го английски войски в битката при Божé. Английският военачалник – Томас, херцог на Кларънс, и по-голямата част от високопоставените английски командири са убити в битката. Скоро след поражението, през 1422 г. крал Хенри V умира в Мо. Единственият му наследник, Хенри VІ, веднага е провъзгласен от англичаните за крал на Англия и Франция. През същата година умира и Шарл VI. Привържениците на Арманяк обаче остават верни на неговия син (коронован като Шарл VІІ) и военните действия в централна Франция продължават.
През 1423 г. в битката при Краван обединените френско-шотландски войски претърпяват тежки загуби. В това сражение около четири хиляди англичани успяват да удържат победа срещу трикратно превъзхождащия ги враг. В резултат на поражението е прекъсната връзката на французите между Пикардия и южната част на Франция. Териториите, поддържащи френския крал, са прерязани наполовина. И двете части са принудени да воюват поотделно, лишени от възможността да се притекат на помощ една на друга, което нанася сериозен удар на каузата на Шарл VII. Поражението при Краван е последвано от още няколко загубени сражения за французите и особено това при Верньой (юли 1424), наричано „втори Азенкур“.
Англичаните продължават военните действия и през 1428 – 29 г. обсаждат важния френски град Орлеан. По време на продължителната обсада французите атакуват английския обоз с продоволствие край селцето Руврѐ. Схватката се превръща в кървава битка, която получава името „Битката на херингите“ и която завършва с победа за англичаните под ръководството на рицаря Джон Фастолф. Фастолф нарежда каруците (предимно натоварени с херинга) в кръг около стрелците си и оставя на полето няколкостотин убити французи.

### Жана д'Арк. Изгонването на англичаните и обединението на Франция (1429 – 1453)
През 1424 г. чичовците на Хенри VI влизат в конфликт за регентството над едногодишния крал и един от тях, Хъмфри, херцог на Глостър, се жени за Жаклин, графиня на Хенегау, и нахлува в Холандия, за да възстанови бившите и ̀ владения, което води до сблъсък с херцога на Бургундия, Филип III.
Към края на 1428 г. англичаните обсаждат Орлеан. Силите им са недостатъчни за пълна блокада на града, но превъзхождащата ги по брой френска армия не предприема никакви активни действия. През 1429 г. Жана д'Арк, известна още като „Орлеанската дева“, убеждава Шарл да ѝ повери малка армия, за да свали обсадата на Орлеан. Тя повдига духа на войниците си, които атакуват начело с нея английските обсадни укрепления и принуждават противника да отстъпи и да вдигне обсадата на града. Вдъхновени от примера на Жана, французите освобождават няколко важни крепости по река Лоара. Скоро след това 8-хилядна френска армия, предвождана отново от нея, побеждава англичаните в битката при Патѐ. Тази победа отваря пътя към Реймс, където дофинът е коронован като крал на Франция под името Шарл VII.
През 1430 г. Жана е заловена от бургундците, които я предават на англичаните. Тя е съдена от съд по обвинения в ерес и е екзекутирана на следващата година. След нейната смърт френското настъпление постепенно замира и започват преговори. През 1435 г. обаче бургундците на Филип III преминават на френска страна, като подписват договора от Арас и връщат Париж на краля на Франция. Лоялността на бургундците е ненадеждна, но съсредоточаването върху разширяването на владенията им в Нидерландия намалява намесата им във Франция. Това, както и продължителното примирие, дава на Шарл възможност и време да реорганизира армията и правителството. Той централизира френската държава и заменя феодалното опълчение с по-модерна професионална армия, която може да използва своето числено превъзходство. Акцентът на реформите му е поставен след примирието в Тур от 1444 г.
Френските командири, повтарящи стратегията на Дю Геклен, освобождават град след град. През 1449 г. французите заемат отново Руан. На следващата година графът на Клермон и Артюр дьо Ришмон (бъдещия Артюр III, херцог на Бретан) разгромяват в битката при Формини английска армия, която се опитва да облекчи обсадата на Байо. Французите превземат Каен на 6 юли, а през 1451 г. – градовете Бордо и Байон. Англичаните, под командването на Джон Талбът, граф на Шрусбъри, опитват да си възвърнат Гаскония, където местното население все още съхранява верността си към английската корона и ги посреща добре. През 1453 г. обаче те претърпяват съкрушителна загуба от Жан Бюро в битката при Кастийон. В сражението Талбът повежда малоброен англо-гасконски отряд във фронтална атака срещу френския укрепен лагер и неговата артилерия. Това се смята за последната битка в целия конфликт. През същата година капитулацията на английския гарнизон в Бордо слага фактически край на Стогодишната война.
След завладяването на Бордо, през 1453 г. в Париж е сключен мирен договор, съгласно който Англия запазва на френска територия само Калѐ (той остава английски до 1558 г., когато френските войски, водени от херцог Франсоа дьо Гиз, го завладяват). Англия допълнително е отслабена от Войната на розите и не прави нов опит да завладее Франция.

## Резултати
100-годишната война нанася огромни щети на Франция. Страната преживява икономически упадък, за възстановяването от който са ѝ нужни десетилетия. Хиляди умират от глад, чума, дизентерия и бандите, които тероризират населението. Гражданските войни и местните борби допринасят за разрухата. Наследникът на Шарл VII, Луи XI, печели от отслабването на благородничеството. Той успява да подчини благородниците и да обедини Франция под кралската власт, опирайки се на съюза си със средната класа. От руините на войната се появява нова Франция. След войната Англия отстъпва мястото си на континентална сила и все повече започва да се оформя обликът ѝ на бъдеща морска сила.